# Paso Farías
Paso Farías ist eine Ortschaft im Norden Uruguays. 

## Geographie
Sie liegt auf dem Gebiet des Departamento Artigas in dessen Sektor 5 östlich von Tomás Gomensoro. Wenige Kilometer nördlich des Ortes fließt der Arroyo Cuaró Grande.

## Infrastruktur
Paso Farías liegt an der Ruta 30.

## Einwohner
Paso Farías hat 38 Einwohner, davon 21 Männer und 17 Frauen (Stand: 2011).
| Jahr | Einwohner |
| ---- | --------- |
| 1963 | N.N.      |
| 1975 | N.N.      |
| 1985 | N.N.      |
| 1996 | N.N.      |
| 2004 | 27        |
| 2011 | 38        |

Quelle: Instituto Nacional de Estadística de Uruguay